# Renzo Nostini
Renzo Nostini (ur. 27 maja 1914 w Rzymie, zm. 1 października 2005 tamże) – włoski florecista i szablista oraz działacz sportowy. Czterokrotny wicemistrz olimpijski, wielokrotny medalista mistrzostw świata. Brat Giuliano Nostiniego, także szermierza.

## Biografia
Studiował inżynierię, budownictwo i przedsiębiorstwo.
Na igrzyskach olimpijskich w Londynie (1948) odpadł w fazie półfinałowej floretu, jednak w drużynie zdobył dwa srebrne medale (floret i szabla). Na rozgrywanych cztery lata później igrzyskach olimpijskich w Helsinkach ponownie został dwukrotnym wicemistrzem olimpijskim (w tych samych konkurencjach), indywidualnie wystartował w szabli, w której awansował do fazy półfinałowej, jednak w niej nie wystąpił.
15-krotny medalista mistrzostw świata. W szabli uzyskał jeden indywidualny medal (brąz w 1955), pozostałe zdobył w drużynie (złoto w 1949 i trzy srebra w 1951, 1953 i 1955). Więcej medali zdobył jednak we florecie. Indywidualnie był srebrnym medalistą w 1949 roku i złotym w 1950 roku. Ośmiokrotnie stawał na drużynowych podiach, w tym pięciokrotnie na najwyższych stopniach (1937, 1938, 1949, 1950, 1954) i trzykrotnie na drugich stopniach (1947, 1951, 1953). Kilkukrotny drużynowy mistrz Włoch oraz indywidualny mistrz Włoch we florecie z 1953 roku.
Uprawiał także inne sporty. Był medalistą mistrzostw Włoch w pływaniu, miał też reprezentować Włochy w pięcioboju nowoczesnym na letnich igrzyskach olimpijskich w Berlinie, ostatecznie nie wystartował. Grał również na najwyższym poziomie rozgrywkowym we Włoszech w piłce wodnej, był także zawodnikiem Rugby Roma. W sportach wodnych reprezentował klub Società Sportiva Lazio Nuoto, którego był później prezesem.
Pierwszy prezes CUSI, znalazł się także wśród założycieli FISU, którego był wiceprzewodniczącym. W 1961 roku został pierwszym prezesem Włoskiej Federacji Szermierki (pełnił tę funkcję do 1993 roku), a w 1970 roku powołano go jako członka honorowego Międzynarodowej Federacji Szermierczej. We Włoskim Narodowym Komitecie Olimpijskim był wiceprzewodniczącym. Był także prezesem klubu Rugby Roma i wiceprzewodniczącym Włoskiej Federacji Rugby.
Został wyróżniony wieloma odznaczeniami, w tym Srebrnym Orderem Olimpijskim (1984). Rozgrywane są zawody sportowe poświęcone pamięci Nostiniego.